# پرچم آلبرتا
پرچم آلبرتا در ۱ ژوئن ۱۹۶۸ پذیرفته شد.